# Heinz Waterboer
Heinz Waterboer (* 6. Dezember 1907 in Breckerfeld; † 8. November 1990 in Arnsberg) war ein deutscher Maler und Schriftsteller.

## Leben und Wirken
Waterboer machte nach dem Abitur eine Ausbildung als Kunstmaler. Durch ein Stipendium verbrachte er ein Jahr an École des Beaux-Arts in Montpellier und dem Atelier du Midi in Arles. Später studierte er in Jena und an der Staatlichen Kunsthochschule in Weimar.
Seit 1933 war Waterboer als freischaffender Künstler tätig. Seine Werke stellte er in Ausstellungen in Jena, Weimar und Leipzig aus. Im Jahr 1937 wurde er von der nationalsozialistischen Regierung mit einem Malverbot belegt. Auch die von ihm herausgegebene Zeitschrift „Internationales Forum der Jugend. Zeitschrift für das junge nationale Schrifttum“ wurde verboten. In der Folge wandte er sich dem Schreiben zu. 
Im Zweiten Weltkrieg wurde er als Dolmetscher eingesetzt. So war Waterboer unter anderem Kriegsberichterstatter in Shanghai. Später arbeitete er für das Oberkommando der Wehrmacht. 
Nach 1945 lebte Waterboer mit seiner Frau in Arnsberg. Dort war er siebzehn Jahre für die in Arnsberg stationierte belgische Garnison ebenfalls als Dolmetscher tätig. Er veröffentlichte in dieser Zeit zahlreiche Jugendbücher, die meist in fernen Ländern spielten. 
Seit Mitte der 1950er Jahre begann Waterboer wieder verstärkt mit dem Malen. Unter anderem beteiligte er sich an Ausstellungen und Messen in Zürich, Basel, Paris, Nottingham, Monaco sowie in Neapel. Er war Mitglied der Internationalen Akademie für Kunst, Literatur und Wissenschaft in Rom. Neben zahlreichen weiteren Auszeichnungen erhielt Waterboer den französischen Nationalpreis sowie den Goldenen Zentaur der Accadèmia Italia.
In Arnsberg war er etwa zehn Jahre lang pädagogischer Mitarbeiter der Volkshochschule und bis zu seinem 75. Lebensjahr Kunstlehrer am Gymnasium Laurentianum. Waterboer war Mitbegründer der Deutsch-belgischen Gesellschaft.

## Werke
- Das Tagebuch des Dr. Sarraut, Roman. Vier Falken Verlag, Düsseldorf, 1935
- Im Banne Dschingis-Khans, Roman. Volksverband der Bücherfreunde, Wegweiser-Verlag, Berlin-Charlottenburg, 1939